# Односи Србије и Танзаније
Односи Србије и Танзаније су инострани односи Републике Србије и Уједињене Републике Танзаније.

## Билатерални односи
Дипломатски односи између Србије(ФНРЈ) и Танзаније(Реп.Тангањике) су успостављени 1961. године.

### Политички односи
Сусрет министара спољних послова на ГС ОУН 2016.

### Економски односи
- У 2020. години извоз из Србије је износио 612.000 долара, док је увоз износио такође 612.000 долара.
- У 2019. из наше земље извезено је за 279.000 УСД, док је увезено робе вредне 1.873.000 УСД.
- У 2018. години из РС извоз је износио 370.000 долара, док је увоз вредео 5.163.000 долара.[1][2]

### Некадашњи дипломатски представници

#### У Дар ес Саламу
- Петер Тош, амбасадор, 1989—1991.
- Бранко Луковац, амбасадор, 1985—1989.
- Иван Ивековић, амбасадор, 1981—1985.
- Милорад Коматина, амбасадор, 1978—1981.
- Марко Косин, амбасадор, 1973—1978.
- Милан Кнежевић, амбасадор, 1969—1973.
- Живојин Лакић, амбасадор, 1965—1969.
- Сава Обрадовић, амбасадор, 1962—1965.